# Dodecosis nigricornis
Dodecosis nigricornis là một loài bọ cánh cứng trong họ Cerambycidae.